# Mondial des clubs de rink hockey
Le Mondial des clubs de rink hockey est une compétition mondiale qui regroupe les meilleures équipes de rink hockey. La première édition de cette compétition s'est déroulée en 2006 à Luanda, en Angola. Le Mondial devait se tenir tous les deux ans. Toutefois, à la suite de la deuxième édition en 2008, aucune nouvelle édition n'a été organisée. Le vainqueur de la compétition est désigné champion du monde des clubs jusqu'à l'édition suivante.

## Format
Le Mondial des clubs 2006 est disputé par douze clubs. Les clubs participant à la compétition sont nommés par le comité exécutif du CIRH parmi les suivants :
1. le champion d'Espagne
2. le champion d'Argentine
3. le champion du Portugal
4. le champion d'Italie
5. le champion d'Europe, i.e. le vainqueur de la Ligue européenne
6. le champion sud-américain
7. le champion africain
8. le champion d'Asie, Océanie et Amérique du Nord
9. le vainqueur de la Coupe CERS
10. sélection d'après le ranking d'Amérique du Sud
11. sélection d'après le ranking européen
12. sélection de l'organisateur effectif du Mondial

Le nombre de clubs nommés passe à seize en 2008, le Mondial de cette année-là ayant seize clubs. La sélection finale des participants à l'épreuve est décidée par l'assemblée générale de CIRH.
Les douze prétendants au titre sont répartis en quatre groupes de quatre équipes, la sélection des groupes étant faite en tenant compte d'aspects sportifs et économiques. Après cette première phase, une phase à élimination directe désigne le champion de monde des clubs.

## Palmarès
Le tableau ci-après donne le palmarès du Mondial des clubs depuis sa création en 2006. On accède à l'article qui traite d'une saison particulière en cliquant sur l'année de la compétition.
| Édition | Année | Lieu   | Vainqueur      | Finaliste     | Troisième      | Quatrième    |
| I       | 2006  | Luanda | Hockey Bassano | Reus Deportiu | SL Benfica     | FC Porto     |
| II      | 2008  | Reus   | Reus Deportiu  | FC Barcelone  | Hockey Bassano | ASH Valdagno |